# Stadtlohn
Stadtlohn (pronunciación en alemán: /ˈʃtatloːn/ⓘ) es una ciudad en el noroeste de Renania del Norte-Westfalia, Alemania, parte del distrito Borken. El río Berkel fluye a través de ella hacia los Países Bajos.

## Historia
La ciudad fue fundada como Lohn por Ludger, el primer Obispo de Münster alrededor del año 800. Alrededor del 985 Gescher fue separado de Lohn, que a su vez se separó en Südlohn (literalmente "Lohn Sur") y Nordlohn (literalmente "Lohn Norte") en 1231. El nombre Stadtlohn (literalmente "Ciudad Lohn") se menciona por primera vez en 1389 después de que el pequeño pueblo Nordlohn fue protegido por un foso, una muralla defensiva y puertas y ganó el control de la ciudad. Alrededor de 1406 Stadtlohn fue quemada por el Conde Heinrich I de Solms-Ottenstein porque se peleó con el obispo de Münster. El Obispo Heinrich III de Münster verificó sus derechos de la ciudad en 1491. En 1623, una batalla fue librada a sus afueras, dentro de la Guerra de los Treinta Años.